# جوزپه ایمبورژیا
جوزپه ایمبورژیا (انگلیسی: Giuseppe Imburgia؛ زادهٔ ۱ مهٔ ۱۹۸۰) بازیکن فوتبال اهل ایتالیا است.
از باشگاه‌هایی که در آن بازی کرده‌است می‌توان به باشگاه فوتبال اینتر میلان، باشگاه فوتبال اسپتزیا، باشگاه فوتبال ارورا پرو پاتریا ۱۹۱۹، باشگاه فوتبال کومو، باشگاه فوتبال ترنانا، و باشگاه فوتبال وارزه اشاره کرد.